# Vraiville
Vraiville är en kommun i departementet Eure i regionen Normandie i norra Frankrike. Kommunen ligger i kantonen Amfreville-la-Campagne som tillhör arrondissementet Bernay. År 2022 hade Vraiville 725 invånare.

## Befolkningsutveckling
Antalet invånare i kommunen Vraiville
Referens:INSEE